# Transflamace
Termín transflamace (z angl. transflammation) popisuje proces, kterým mechanismy vrozené imunitní odpovědi ovlivňují epigenetickou plasticitu buňky během jaderného přeprogramování. Tento jev je zásadní při dediferenciaci buňky somatické na buňku pluripotentní (vznik indukované pluripotentní kmenové buňky, iPSC) a také při transdiferenciaci terminálně diferencované buňky na jinou terminálně diferencovanou buňku.

## Objev
Proces transflamace byl poprvé diskutován Lee a kol. v roce 2012  v souvislosti s účinností přeprogramování somatických buněk na buňky pluripotentní pomocí virových a nevirových přístupů. 
Dle Takahashi, Yamanaka lze iPSC připravit z lidského fibroblastu pomocí retrovirového konstruktu s transkripčními faktory Oct3/4, Sox2, c-Myc a Klf4 . Tyto vektory však nejsou zcela bezpečné a mohou náhodně integrovat do DNA buňky a narušit stabilitu genomu. V současné době, je proto snaha o vývoj nových způsobů přenosu (neintegrační metody) a studium alternativních přeprogramovacích faktorů. Jednou z dostupných možností je přenos malých proteinů nebo penetrujících peptidů přes membránu, což je bezpečnější, ale oproti virovým přístupům je výtěžnost zhruba 10-100x nižší. Tyto závěry naznačují, že přenos transkripčních faktorů virovým vektorem zvyšuje účinnost přeprogramování a procesy, které se na tomto fenoménu podílí a ovlivňují epigenetické modifikátory, byly souhrnně označeny jako transflamace.

## Proces transflamace

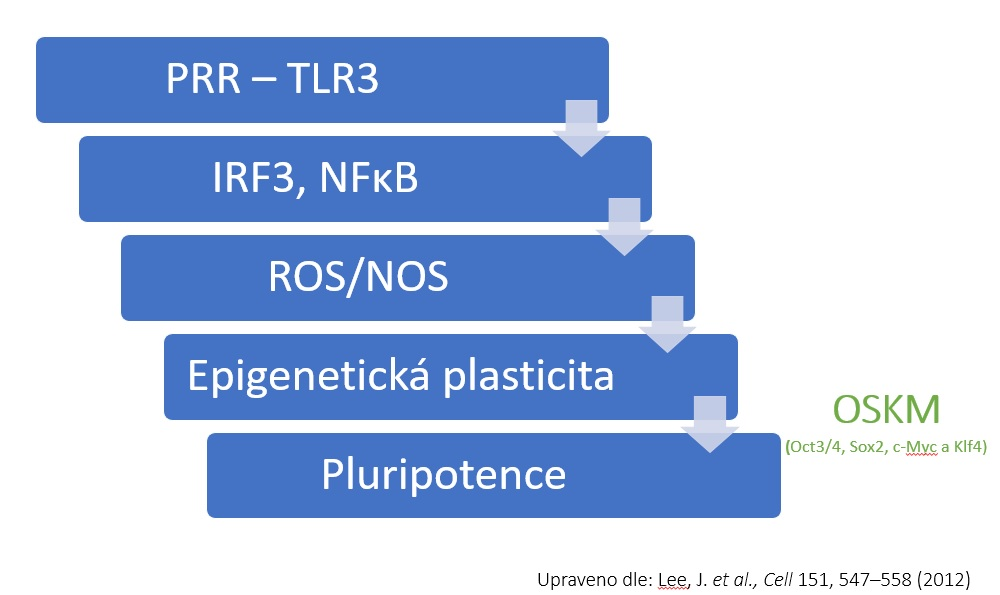
Schéma transflamace

Virový vektor stimuluje PRR (pattern recognotion receptors) TLR (toll like receptor) nebo RLR (RIG-I-like receptors), které spouští protizánětlivou signalizaci přirozené imunity, a následně aktivují transkripční faktory NF-κβ a IRF3, které se v jádře podílejí na remodelaci chromatinu. Výsledkem je rozvolnění chromatinu a usnadnění transkripčním faktorům navázat se na příslušné geny.
Na úspěšném přeprogramování buňky se podílí také signalizace přes kyslíkové a dusíkové radikály (ROS, NOS), které zesilují zánětlivou odpověď generováním dalších danger assosiated molecular pattern (DAMP). V buňce je za tvorbu dusíkových radikálů odpovědná indukovatelná NO syntáza (iNOS), která se aktivuje po navázání NF-κβ na její promotor. 
iPSC tvoří kyslíkové radikály pouze v počáteční fázi přeprogramování, později oxidační aktivita zeslabuje a dochází k upregulaci antioxidačních enzymů. Správné načasování a množství ROS/NOS je zásadní pro výslednou účinnost celého procesu. Stimulací buňky poly I:C (syntetický agonista TLR3 receptoru) byla pozorována tzv. “Goldilocks zone” - nízké dávky poly I:C zvyšují tvorbu IPSC, vyšší ji naopak snižují, tzn., že pokud je vrozená imunitní reakce inhibována nebo je odpověď nepřiměřeně velká, k přeprogramování buňky nedojde.